# Port lotniczy Gaua
Port lotniczy Gaua (IATA: ZGU, ICAO: NVSQ) – port lotniczy położony na wyspie Gaua (Vanuatu).